# Nitrariaceae
Nitrariaceae (sinonim Tetradiclidaceae), biljna porodica iz reda Sapindales koja se sastoji od najmanje jednog do tri ili više rodova s najmanje 13 vrsta.
Porodica je dobila ime po rodu Nitraria, a u nju su uklopljeni i rodovi Peganum ili stepska rutvica i Tetradiclis koji s rodom Malacocarpus činili bivšu porodicu Tetradiclidaceae. 
Rod Malacocarpus klasificira se u više porodica, u Nitrariaceae, Tetradiclidaceae i Zygophyllaceae